# Saint-Herblon
Saint-Herblon (bretonsko Sant-Ervlon-ar-Roz) je naselje in občina v francoskem departmaju Loire-Atlantique regije Loire. Leta 2012 je naselje imelo 2.458 prebivalcev.

## Geografija
Kraj leži v pokrajini Bretaniji 45 km vzhodno od Nantesa.

## Uprava
Občina Saint-Herblon skupaj s sosednjimi občinami Anetz, Ancenis, Belligné, Bonnœuvre, La Chapelle-Saint-Sauveur, Couffé, Le Fresne-sur-Loire, Maumusson, Mésanger, Montrelais, Oudon, Pannecé, Le Pin, Pouillé-les-Côteaux, La Roche-Blanche, La Rouxière, Saint-Géréon, Saint-Mars-la-Jaille, Saint-Sulpice-des-Landes, Varades in Vritz sestavlja kanton Ancenis s sedežem v Ancenisu; slednji je tudi sedež okrožja Ancenis.

## Zanimivosti
- cerkev sv. Hermelanda iz sredine 19. stoletja;